# Stadtwerke Flensburg
Stadtwerke Flensburg er en forsyningsvirksomhed, der ejes af Flensborg Kommune. Aktiviteterne omfatter leverance af elektrisk energi, gas, vand og varme/fjernvarme til borgerne i Flensborg Kommune. Stadtwerke Flensburg omtales på dansk oftest som byens værker.
Virksomheden blev oprettet i 1854 ved opførelsen af byens første gasværk i Nystaden. Gasværket var dengang et af de første danske gasværker og det første i Hertugdømmet Slesvig / Sønderjylland. Gadenavnet Gasstraße/Gasgade minder endnu herom. Senere fulgte opbygningen af en central vandforsyning. Byens første vandværk ved Østersøbad blev indviet i 1881. Den pumper op til i dag grundvand op fra undergrunden.
Elforsyningen startede i 1894 med opførelsen af jævnstrøm-elværket i Karlsgade. Dette blev i 1913 erstattet af det nuværende kulkraftværk på Strandvejen. I 1969 begyndte produktionen af fjernvarme og el-værket blev i 1969-71 udbygget til et kraftvarmeværk. 98 % af Flensborgs borgere er i dag forsynet med fjernvarme baseret på kraft-varme-kobling. Ved siden af fossile brændstoffer som kul anvendes efterhånden også biobrændsler som træflis. Der satses på at være CO2-neutral inden 2050. I forbindelse med liberaliseringen af energisektoren kan byens værker nu tilbyde el i hele Tyskland.
Byens værker har desuden dannet en række datterselskaber som byens affaldscenter og byens busselskab (Aktiv Bus).